# سيف أبو النجا
سيف الله محمد سامي أبو النجا (12 فبراير 1953) هو فنان و مهندس إستشاري معماري مصري.

## حياته ونشأته
ولد بالقاهرة في 12 فبراير 1953 وهو أخ الفنان خالد أبو النجا وقد مثّل مع الفنانة فاتن حمامة في فيلم إمبراطورية ميم
وقد اعتقد معظم المشاهدين أنه الفنان خالد أبو النجا نظرا للتشابه الكبير بينهما، تخرج سيف أبو النجا من كلية الفنون الجميلة -قسم العمارة التابعة لجامعة حلوان،وله تجربة وحيدة في التمثيل من خلال تأديته لشخصية مصطفى، الابن الأكبر للفنانة فاتن حمامة في فيلم (إمبراطورية ميم)، ثم تفرغ بعدها لعمله في مجال الهندسة المعمارية، ولم يظهر على الساحة الفنية منذ هذا الفيلم.
تزوج أبو النجا من الفنانة المصرية نجلاء فتحي وأنجب منها طفلة تسمى ياسمين، بعد انفصالها عن أحمد عبد القدوس نجل الكاتب إحسان عبد القدوس، ثم تطلقت منه وتزوجت الكاتب حمدي قنديل عام 1995.

## وصلات خارجية
- سيف أبو النجا على موقع IMDb (الإنجليزية)